# آنی لارسن
آنی لارسن (به انگلیسی: Annie Larsen) یک کشتی است.